# Kościół św. Jana Chrzciciela w Pyzówce
Kościół św. Jana Chrzciciela w Pyzówce – rzymskokatolicki kościół należący do parafii św. Jana Chrzciciela w Pyzówce. 

## Opis
Kościół wybudowano w latach 80. XX wieku. Jest to jednonawowa świątynia z wieżą ułożoną niesymetrycznie. Wokoło niego znajdują się kapliczki Stacji Drogi Krzyżowej z płaskorzeźbami wykonanymi z drewna. Na placu znajduje się kamienna grota Matki Bożej oraz pomnik Jana Pawła II.